# Technopolis (Gussew)
Technopolis ist ein Projekt in der Stadt Gussew zur Errichtung eines modernen Produktionskomplexes für Elektronikindustrie in der Region Kaliningrad.

## Projektgeschichte
2007 wurde erstmals in Russland die Produktion von einheimischen Receivern zum Empfang von Satelliten- und terrestrischem Fernsehen organisiert. Nach einigen Monaten begann die Körperschaft General Satellite mit dem Bau eines Unterhaltungselektronikbetriebes in Gussew. Bereits 2008 unterzeichneten der Verwaltungsleiter des Stadtbezirks Gusew, Nikolaj Zukanow, und der Präsident der Körperschaft General Satellite, Andrej Tkatschenko, das Abkommen über die Errichtung eines modernen Technologieparks in der Stadt. Die Idee wurde von den Ortsbehörden bewilligt und auf dem Internationalen Investitionsforum „Sotschi-2008“ präsentiert.
Die Entscheidung über die Unterbringung neuer Produktionsbetriebe in Gusew wurde laut Andrej Tkatschenko aus zwei Gründen getroffen: Erstens gab es in der Stadt eine effiziente Produktion auf der Basis der Sonderwirtschaftszone, als deren offizieller Gebietsansässiger die Körperschaft gilt. Außerdem wollen sich die Stadtbehörden bereitwillig an dem Projekt zur Errichtung eines Technologieparks beteiligen, weil sie an der Entwicklung ihrer Region Interesse haben.
2009 wurden zwei Werke – OAO NPO ZTS und OOO Prankor – eröffnet, deren Produktion ohnegleichen in Russland ist. In den Werken werden Receiver zum Empfang von Satelliten- und terrestrischem Fernsehen hergestellt, wobei mittels eines Fließbandes der gesamte Produktionszyklus sichergestellt wird: Von der Motherboard-Produktion bis zu Gehäusen sowie Satellitenantennen wird alles vor Ort produziert. Vorher wurde der Großteil aus dem Ausland importiert, in der Regel aus China. Nach der Erklärung der Projektleiter hat die Produktion von Receivern bereits 2 % des Weltvolumens erreicht.

### Projektziel
Das Projektziel ist die Errichtung eines effizienten Wachstumspols für die Innovationsentwicklung Russlands in Gusew.

### Projektaufgaben
- komplexe Wirtschaftsentwicklung der Stadt Gusew, Verbesserung ihrer sozialen Infrastruktur und Lebensbedingungen, Schaffung der Voraussetzungen zur Entwicklung der Innovationstätigkeit in der Stadt und die Verwandlung der Stadt Gusew bis zum Jahr 2013 in ein Technopolis.
- Schaffung eines Clusters für Elektronikindustrie in der Stadt Gusew. Das Projekt sieht vor, sieben hochtechnologische Produktionsbetriebe zu bauen, von denen vier bereits in Betrieb genommen sind.
- Erprobung des Modells zur Innovationsentwicklung einer Kleinstadt Russlands, das aufgrund von Projektergebnissen für die Entwicklung anderer Kleinstädte des Landes verwendet werden kann.

### Investitionen
- Umfang von Projektinvestitionen (2008–2013): 5 Milliarden Rubel

### Territorium des Technologieparks
- 400 Hektar, über 3000 Arbeitsplätze[8]

### Etappen der Projektumsetzung (nach dem Plan)
- 2009:
  - Eröffnung des Unterhaltungselektronikbetriebs
  - Inbetriebnahme des Betriebs für die Metall- und Plastikwarenproduktion im Stanzverfahren
- 2010:
  - Eröffnung der ersten Kartonagefabrik, eines Herstellers von Wellpappen- und Kartonverpackungen[9]
  - Inbetriebnahme des Hausbauwerks[10]

Nach den Projektplänen muss der Betrieb fertige Bauelemente mit Endbearbeitung produzieren, aus denen innerhalb von ein paar Wochen bezugsfertige Einfamilienhäuser (EFH) fertiggestellt werden können.
- 2011:
  - Errichtung des ersten Bauabschnitts der EFH-Wohnsiedlung in der Stadt Gusew
  - Inbetriebnahme des Gesellschafts- und Geschäftszentrums des Technologieparks
- 2012:
  - Eröffnung des Mikroelektronikwerks (Zusammensetzung und Gehäusemontage von Mikroprozessoren)
  - Errichtung des zweiten Bauabschnitts von EFH-Wohnsiedlungen in der Stadt Gusew
  - Komplexe Außengestaltung und Bau von Objekten der sozialen Infrastruktur
  - Eröffnung der Niederlassung der Staatlichen Universität Sankt Petersburg (SPbGU), Gestaltung des Bildungs- und Forschungsprozesses im wissenschaftlichen Bildungskomplex der Universität
- 2013:
  - Eröffnung des Betriebs für Druckplatten-Herstellung
  - Errichtung des Zoll- und Lagerkomplexes

## Voraussichtliche Projektergebnisse

### Entwicklung von modernen Produktionsstätten in der Stadt Gusew
- Unterhaltungselektronikbetrieb
- Betrieb für Herstellung von Fernsehantennen und Gehäusen
- Betrieb für Herstellung von Wellpappen- und Kartonverpackungen[9]
- Hausbauwerk[10]
- Mikroelektronikwerk.

### Funktionieren eines Bildungs- und Forschungszentrums
- Ingenieurbüro
- Wissenschaftlicher Bildungskomplex der Universität (UUNK)
- Venturefonds zur Förderung und Einführung von Forschungs- und Entwicklungsarbeiten, die sowohl innerhalb als auch außerhalb des Technologieparks durchgeführt wurden
- Gründerzentrum – Technologiepark (BIT)

### Sozialwirtschaftliche Auswirkungen auf die Stadt und Region
- Erhöhung des Lebensstandards und der Lebensqualität der Stadt- und Regionbewohner
- Aktivierung der Innovations- und Geschäftstätigkeit in der Region Kaliningrad
- Schaffung eines neuen Wachstumspols der Region Kaliningrad in Gusew.[11]

## Kritik
Marktbeobachter schätzten sowohl die Initiative von General Satellite als auch die Investitionsaussichten im Großen und Ganzen positiv ein. „Die Entwicklung von Technologieparks ist einerseits sehr aufwendig, andererseits enorm wissensintensiv“, so kommentierte der Analytiker der Investitionsgesellschaft Sowlink, Pawel Shaworonkow, die Pläne von General Satellite, „Wenn man von der Höhe des Lohnfonds ausgeht, so werden bis 2011 dafür von 1500 bis 2400 Mio. Rubel ausgegeben werden. Der Lohnfonds muss im Durchschnitt 1950 Mio. betragen, was fast 40 % des Fremdkapitals verschlingen wird. Die Errichtung eines solchen Technologieparks ist nur unter der Bedingung der harten Normen und Grundsätze bei dem Bau und bei der Ausgabe von Geldmitteln erfüllbar. Aus der Sicht des Landes ist das ein unschätzbarer Beitrag zur Entwicklung und Wissenschaft.“
Bei der Umsetzung solcher Projekte sollten Immobilienentwickler oftmals auf viele Schwierigkeiten gestoßen sein, die größten seien „Lücken“ in der Gesetzgebung und Bürokratie. Gegebenenfalls haben die lokalen Beamten unter der Leitung von dem Gouverneur der Region Kaliningrad, Georgi Boos, eine wesentliche Hilfe geleistet.